# Король Віталій Сергійович
Віта́лій Сергі́йович Коро́ль (30 вересня 1980 — 17 серпня 2014) — старший сержант Збройних сил України, учасник російсько-української війни.

## Короткий життєпис
Народився 1980 року в місті Кривий Ріг (Дніпропетровська область). Закінчив ЗОШ № 88 1997 року. Працював в Кривому Розі — на ТОВ «Кривбаспромводопостачання». Створив родину; виховували дітей.
На передовій з весни 2014-го. Командир бойової машини-командир відділення, 25-та окрема повітрянодесантна бригада. 17 серпня 2014-го загинув в бою під Макіївкою — під час обстрілу з БМ-21 «Град» при проведенні пошуково-ударних дій — намагався закрити собою від ворожих снарядів товариша. Тоді ж полягли капітани Ричков Вадим Володимирович та Шевчук Сергій Мирославович; лейтенант Коза Денис Євгенович; лейтенант Гаврюшин Денис Юрійович; старші сержанти Маковей Сергій Олександрович, Ятченко Сергій Олександрович; молодші сержанти Маковей Сергій Олександрович і Федчук Сергій Володимирович; старший солдат Вакулич Володимир Володимирович; солдати Приходько Дмитро Вікторович та Єманов Олексій Петрович.
Вдома лишилися батьки, брати та сестри, дружина та двоє маленьких синів.
Похований в Кривому Розі.

## Нагороди та вшанування
- 14 листопада 2014 року за особисту мужність і героїзм, виявлені у захисті державного суверенітету та територіальної цілісності України, вірність військовій присязі під час російсько-української війни, відзначений — нагороджений орденом «За мужність III ступеня»
- 22 січня 2015 року у Криворізькій ЗОШ № 88 відкрито меморіальну дошку на честь Віталія Короля — з 1994 по 1997 роки навчався у цій школі.
- Його портрет розміщений на меморіалі «Стіна пам'яті полеглих за Україну» у Києві: секція 2, ряд 10, місце 33.
- Вшановується 17 серпня на щоденному ранковому церемоніалі вшанування українських захисників, які загинули цього дня у різні роки внаслідок російської збройної агресії[1]